# Аксаркино
Аксаркино (мар. Кугу Аксарка) — деревня в Медведевском районе Марий Эл Российской Федерации. Входит в состав Шойбулакского сельского поселения.
Численность населения — 191 человек (2014 год).

## География
Располагается в 7 км от административного центра сельского поселения — села Шойбулак. В 1 км от деревни на федеральной автомобильной дороге Р176 «Вятка» в бывшем глиняном карьере размещён полигон твёрдых бытовых отходов, образующихся в городском округе «Город Йошкар-Ола».

## История
Впервые упоминается в списках селений Царевококшайского уезда в 1723 году как деревня Тохпулатово, Новокрещенская. В 1763 году деревня именуется Тохпулатово, Аксарка.
В 1931 году был образован колхоз «Коммунар», в 1936 году он объединился с сельхозартелью «Май пеледыш» деревни Акиндулкино. Была построена новая ферма. В 1960 году в деревне создан укрупненный колхоз «Правда», в 1970 году колхоз «Правда» вошел во вновь созданный совхоз «Шойбулакский».

## Население
| 2010 | 2011 | 2012 | 2013 | 2014 |
| ---- | ---- | ---- | ---- | ---- |
| 180  | ↗193 | →193 | ↘190 | ↗191 |

Национальный состав на 1 января 2014 г.:
| Национальность | Численность, чел. | Доля    |
| -------------- | ----------------- | ------- |
| всего          | 191               | 100,0 % |
| Марийцы        | 189               | 99 %    |
| Русские        | 2                 | 1 %     |

## Известные уроженцы
Петрова Мария Григорьевна (1938—1981) — доярка Марийской государственной сельскохозяйственной опытной станции (1961—1981). Депутат Верховного Совета СССР 8-го созыва (1970—1974). Делегат XXVI съезда КПСС (1981).

## Описание
Улично-дорожная сеть деревни имеет грунтовое и щебневое покрытие. Жители проживают в индивидуальных домах, имеющих централизованное водоснабжение. Деревня газифицирована. В Аксаркино имеется фельдшерско-акушерский пункт, сельский клуб и продуктовый магазин.